# Philibert de Chalon

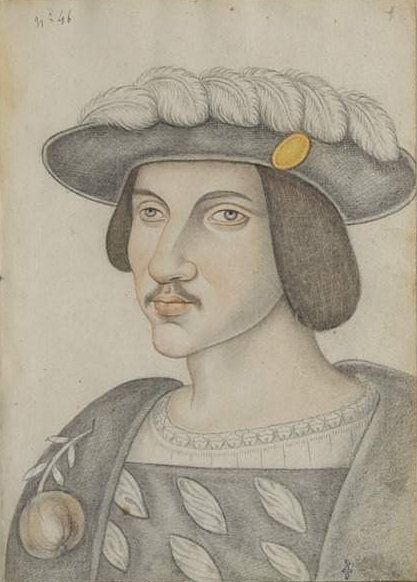
Porträtzeichnung Philibert de Chalons von einem unbekannten Künstler des 16. Jahrhunderts

Philibert de Chalon (* 18. März 1502; † 3. August 1530) war Fürst von Orange, Herzog von Gravina, Graf von Tonnerre und Charny sowie Herr von Arlay und Nozeroy.

## Leben
Als Sohn des Johann IV. von Chalon und der Philiberta von Luxemburg wurde er in Lons-le-Saunier in der damaligen Grafschaft Burgund, im heutigen Département Jura in Frankreich, geboren. Wenige Tage nach Philiberts Geburt verstarb sein Vater, und er trat dessen Nachfolge an, freilich unter Vormundschaft seiner Mutter. Anlässlich Philiberts Volljährigkeit organisierte sie aufwändige Festlichkeiten, die in einem großen Turnier in Nozeroy ihren Höhepunkt erreichten.
Von Geburt an Untertan des Kaisers befanden sich die Ländereien Philiberts im geographischen Interessensgebiet des französischen Königs. Aus diesem Grunde verhielt er sich im aufflammenden Kampf zwischen Franz I. und Karl V. zunächst neutral und versuchte sich aus dem Konflikt herauszuhalten, um sein Territorium nicht zu gefährden. Mit der Ernennung zum Ritter des Goldenen Vlieses durch Karl V. im Jahre 1516 blieb ihm jedoch nichts anderes übrig, als Farbe zu bekennen. Zwar bat Philibert den Kaiser, seine Ernennung zum Ritter zunächst geheim zu halten, um nicht den Zorn des französischen Königs zu erregen, doch letzterer schickte bereits eine Strafexpedition in sein Fürstentum Orange, was Philibert dazu bewog, beim König vorzusprechen, um ihm seine Dienste anzubieten. Franz I. empfing ihn jedoch in einer sehr schroffen Weise, sodass sich der Fürst nun endgültig auf die Seite des kaiserlichen Lehnsherrn schlug. In dessen Auftrag nahm er an der Belagerung Marseilles unter dem Herzog von Bourbon teil und geriet 1524 bei der Befreiung der Stadt durch Andrea Doria in französische Geiselhaft. Seine Freilassung erfolgte erst im Rahmen der Ratifizierung des Vertrages von Madrid.
Karl V. berief ihn zum Gouverneur des Königreichs Neapel und ernannte ihn zum Herzog von Gravina. Nach dem Tod des Herzogs von Bourbon ernannten ihn die kaiserlichen Truppen zum Generalissimus. In dieser Funktion verhandelte er mit dem Papst und überzeugte Clemens VII. de Medici davon, für die Sache des Kaisers einzutreten. Dem Papst werde nichts geschehen, wenn er den Feldzug Karls gegen die Republik Florenz unterstützen würde, und der Kaiser werde der Ernennung Alessandros de’ Medici, einem Neffen des Papstes, zum Herzog von Florenz zustimmen.
Der Fürst fiel in der Schlacht von Gavinana, als die kaiserlichen Truppen unter seiner Führung gegen das Florentiner Heer Francesco Ferruccis zogen.

## Nachfolger
Philibert war der letzte männliche Nachkomme einer auf Wilhelm IV. von Auxonne zurückgehenden Nebenlinie der Grafen von Burgund, die Orange seit der Heirat Johanns IV. von Chalon mit Maria, der Erbin des Fürstentums, regierten. Philibert verstarb unverheiratet und hinterließ außer seiner unehelichen Tochter Jeanne keine legitimen Abkömmlinge. Sein Neffe, Renatus von Nassau-Breda, Sohn seiner Schwester Claudia, erbte bei Philiberts Tod die Besitzungen, wodurch das Fürstentum Orange an die ottonische Linie des Hauses Nassau kam, die den Titel „Prinz von Oranien“ (vor 1713 „Fürst von Oranien“) noch heute führt (Oranien-Nassau).